# 다이아 페스티벌
CJ E&M과 CH.DIA가 주최 및 주관하며 CH.DIA 소속의 유튜브 크리에이터들이 모여서 진행하는 행사이다.

## 소개
CJ E&M과 CH.DIA가 주최 및 주관하여 CH.DIA 소속 유튜브 크리에이터들이 진행하는 행사이다.

게임, 뮤직, 뷰티, 엔터테인먼트, 푸드, 키즈, 다이아 스테이지로 구역이 나뉘어 있으며 원하는 구역으로 이동하면서 자유롭게 관람하는 방식이다.

당일 날 모든 행사 및 공연을 마치는 유튜브 팬페스트와 달리 이틀에 걸쳐 진행된다.
관람객의 대부분이 청소년 층이다. 특히 중학생과 고등학생들이 주를 이룬다.

## 티켓

### 다이아 페스티벌 2016
온라인 예매는 인터파크에서 진행하였다.

티켓가격은 1일권 5000원, 2일권 8000원에 판매하였다.

### 다이아 페스티벌 2017
온라인 예매는 지마켓에서 진행하였다.

티켓가격은 1일권 8000원, 2일권 12000원, 가족권 3인 20000원, 4인 25000원, 5인 30000원에 판매하였다.

### 다이아 페스티벌 2018
온라인 예매는 티켓베이에서 진행하였다.

티켓가격은 1일권 12000원, 2일권 18000원, 가족권 3인 30000원, 4인 36000원에 판매하였다.

## 역대 다이아 페스티벌

### 2016 다이아 페스티벌
2016년 8월 27일부터 28일까지 코엑스 Hall C에서 개최되었다.

한국콘텐츠진흥원과 공동주최하고 코엑스가 공동주관한 다이아 페스티벌은 국내 최초,
최다 크리에이터가 참여하는 페스티벌로 엔터테인먼트, 뮤직, 게임, 뷰티 등 다양한 분야의
국내외 크리에이터 120여팀이 참여하였다.

나와놀자라는 슬로건을 가지고 개최하였다.

나와놀자는 두가지 의미를 내포한다. 

첫째, 크리에이터가 시청자들에게 나와 함께 놀자고 하는 의미가 들어있다.

둘째, 인터넷 세상에서 나와 오프라인에서 놀자는 의미가 들어있다.

#### 라인업
대도서관

씬님

밴쯔

쿠쿠크루

허팝

1MILLION

데이브

울산큰고래

소프

라임튜브

회사원A

달려라 치킨

Honeykiki꿀키

러너꽃빈

윤쨔미

채희선

억섭호

라뮤끄

곽토리

희바

애플

Dana ASMR

Miniyu ASMR

랜딩

이상호

팡이요

도토리박스

소영's 뷰티 룸

쏭냥

리아유

소근커플

피아노치는 이정환

발없는 새

레나

초의 데일리 쿡

더스쿱

소희짱

### 2017 다이아 페스티벌
2017년7월 15일부터 16일까지 고척 스카이돔에서 개최되었다.

신세계라는 슬로건을 가지고 개최하였다.

신세계는 신나는 세상이 계속된다 라는 의미를 가진다.

#### 라인업
| 분류       | 라인업 |
| ---------- | --- |
| 다이아게임 | 대도서관TV, 러너꽃빈, 머독방송, 재넌, HEEBA 희바, 보겸TV, 텔론, 테스터훈, 김왼팔공포게임, 푸린 TV, 꾸기, 빌런이서니, 박태민해설, 아옳이, DDAHYONI따효니, 기무기훈 TV, 뻔펀, 겐지혜성, 진정크랫티비, 눈쟁이, 쪼선생, 호수티비, 도튜브, 이성은 해설, 롤큐, 이녕, 채널좀비왕, 콩두, 쥐, 김정민 해설 |
| 다이아뮤직 | 1MILLION, 어썸하은, DEF DANCE SCHOOL, ian Kim, iPLAY TV, 피아노 치는 이정환, 팝핀현준, 롱디, 미지수, 안용진, 기타치는 R.U., 권민제, 허니또, 느피, Rhapsodies Touch, DJ GOLD LINE, 라데, 굿펠리스, 바른생활, 문정후, 박서퓨리, DOZ, 드림댄스&보컬, 레드루트 RED ROOT, 분리수거                    |
| 다이아뷰티 | 씬님, 회사원A, 윤쨔미, 레나, 한별, 곽토리, 소영뷰티룸, 리아유, 로즈하, 쥬씨, 듬아, 쏭냥, 조디, ELINA KARIMOVA, 꽁지, 샨토끼, 이승인, 조수잔, 깡나, 조효진, 헤이즐 |
| 다이아엔터 | 쿠쿠크루, 윰댕, 유준호, 채채(채희선), MINIYU ASMR, 억섭호, 박막례 할머니, 소근커플, 발없는 새, 느낌적인 느낌, 혜서니, HANA 김하나, 동그라미 삼대장, 공대생 변승주, 이초홍, 유하미, 이드, 기미티, 피노키오, 양승원, WHITNEYBAE 휘트니                                                             |
| 다이아키드 | 허팝, 달려라치킨, 헤이지니, 라임튜브, 토이팩토리, 럭키강이, 소희짱, 마이린 TV, 유라야 놀자, 애니한티비, 건담홀릭, 헬로플로라, 간니닌니 다이어리, |
| 다이아푸드 | 밴쯔, 꿀키, 소프, 슈기님, 초의 데일리쿡, 더스쿱, 시니, 팀세이카 |

### 2018 다이아 페스티벌
2018년 8월 18일부터 8월 19일까지 고척 스카이돔에서 개최되었다.

#### 라인업
| 분류            | 라인업 |
| --------------- | --- |
| 다이아 아레나   | 보겸, 대도서관, 재넌, 로이조, 감스트, 테스터훈, 머독, 롤큐, 유소나, 채널 좀비왕, 따효니, 푸린, 더빙레이디, 이녕, 혀니                                                                                             |
| 다이아 아베뉴   | 씬님, 회사원A, 윤쨔미, claudipia, 한별, 리아유, 디렉터파이, 다샤킴, 헤이즐, 로즈하, 킴닥스, 오늘의 하늘, 깡나, 샨토끼, 조수잔, 쏭냥, 곽토리                                                                       |
| 다이아 스테이지 | 윰댕, 박막례 할머니, 어썸하은, 1million, 제이제이, 윰꽃, 잇섭, 디몽크 tv, 제니윤, 소근커플, 피아노치는 이정환, 엔조이커플, 느낌적인 느낌, 채희선, 억섭호, 팻두, 권민제, DPOP studio, DEF Dance, VIVA DANCE STUDIO |
| 다이아 파크     | 밴쯔, 꿀키, 슈기, 허팝, 라임튜브, 헤이지니, 럭키강이, 팀세이카, 순백설탕, 노리, 효비, 시니, 박병진용사, 뚱블리, 소프, 나도, 홍사운드, 입짧은 햇님, 애니한 TV, 유라야 놀자, 뚜아뚜지tv                             |

### 2019 다이아 페스티벌
2019년 8월 9일부터 8월 11일까지 부산 벡스코에서 개최되었다.

사는게 꿀잼이라는 슬로건을 주제로 수만명의 인파가 몰렸다.

| 분류        | 라인업 |
| ----------- | --- |
| 게임        | 보겸tv, 재넌, 감스트, 테스터훈Tester Hoon, 릴카, 꽃빈, 머독방송, 롤큐, 이설TV, 유소나, 푸린 TV, 따효니 , 잠뜰, 라더, 각별, 수현 |
| 스타일      | 씬님, 회사원A, 윤쨔미, 한별, 오늘의 하늘, 헤이즐, 로즈하, 킴닥스, 곽토리, 퓨어디, 쏭냥, 샨토끼, 조수잔, 깡나, 혜쁨, 치과의사 이수진 |
| 엔터        | 어썸하은, VIVA DANCE STUDIO, 대도서관TV, ARTBEAT, 엔조이 커플, DPOP Studio, 소근커플, 수상한 녀석들, 박막례 할머니, 윰댕, 제니윤, 꽈뚜룹, 제이제이, 혜서니, 쏘야쭝아, 노잼봇, 느낌적인 느낌, 주랄라, 피아노 치는 이정환, 권민제, 김하나&변승주, 펑티모, 퇴경아 약먹자 |
| 푸드        | 밴쯔, 슈기님, 꿀키, 나도, HONG SOUND, 소프, 애주가 TV 참 PD, 입짧은 햇님, 더스쿱, 시니, 맛상무, 박병진용사, Team SeikaTV |
| 키즈/패밀리 | 허팝, 라임튜브, 마이린 TV, 간니닌니 다이어리, 유라야 놀자, 뚜아뚜지TV, 애니한 TV AnnieHan, 시바견 곰이탱이여우, 노래하는 하람, 프리티에스더 Pretty Esther, 닥터프렌즈, 에그박사, 별난박TV, 아롱다롱 TV, 이채윤, 룰루랄라티비                                          |

### 2021 다이아 페스티벌
이번 다이아 페스티벌은, 코로나 19 팬데믹 여파로 올해 개최를 건너뛰고, 2021년 12월 29일부터 12월 31일까지 이프렌드라는 가상 공간에서 개최를 하게 되었다.